# 人體溫度
人體體溫、人體正常體溫（英語：human body temperature、或）測量出的結果取決於在一天中的時間中身體內發生的變化，以及該人的活動水平。而正常體溫一般值在：
口探（舌下）：36.8±0.4℃（98.2±0.72°F）
體內（直腸，陰道）：37.5°C（98.6°F）
身體的不同部位有不同的溫度，直接測量體腔內部的直腸或陰道的結果通常比口探測量稍高，而且口探測量比皮膚測量稍高。其他地方，如在手臂或耳後會產生不同的正常溫度。
在一天中，因為身體的需要和人活動後的變化，一個健康的人體溫在早上會較低，在傍晚和晚上則高大約0.5℃（0.9°F）。其他情形也會影響身體的溫度，例如：當一個人餓了，困了，病了，或冷，體溫也隨之變化。

## 測量方法

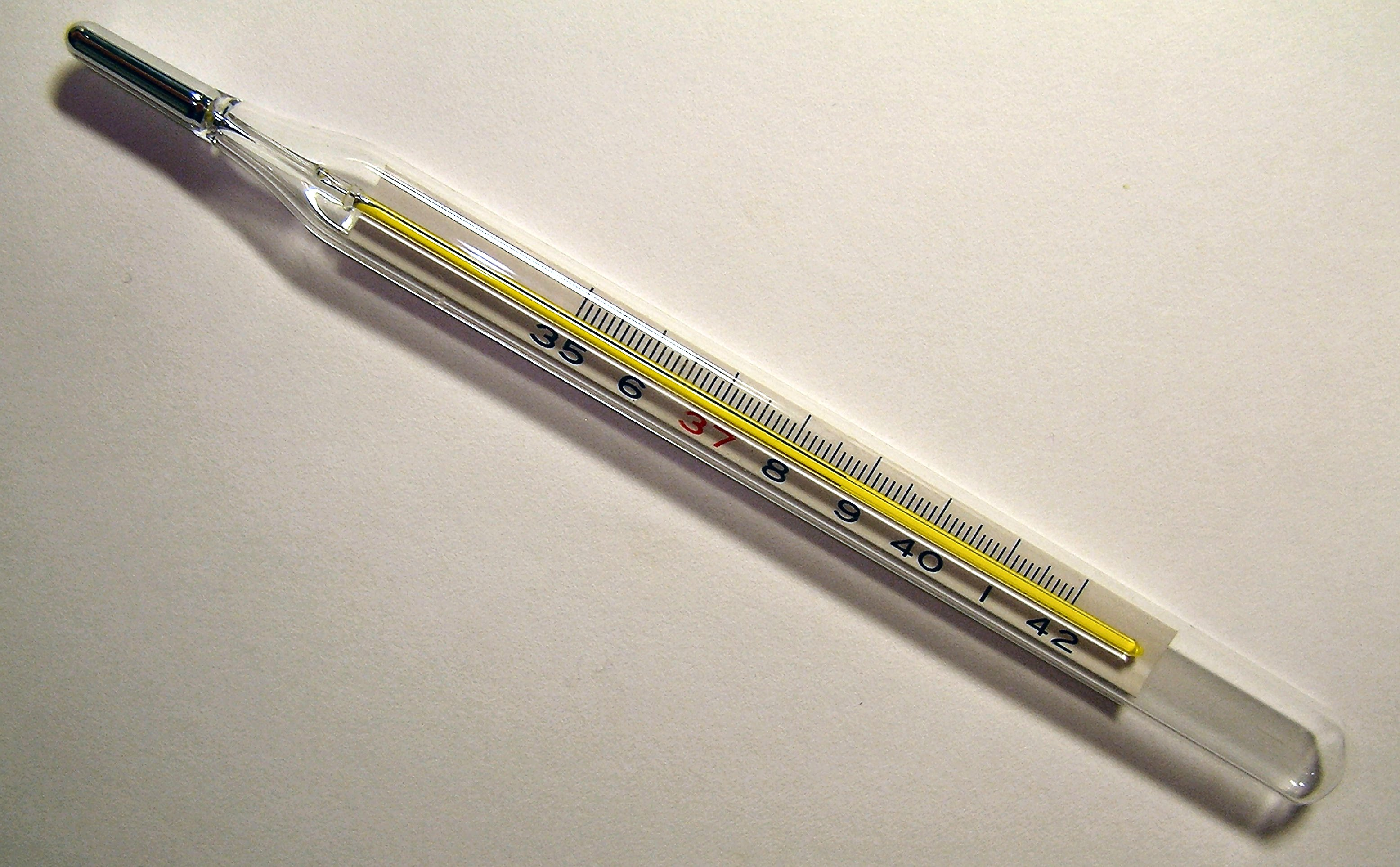
醫用溫度計顯示38.7℃的溫度讀數

測量一個人的溫度是一個完整的臨床檢查的初始部分。有用於測量的各類醫療溫度計，包含：
- 在肛門（直腸溫度）
- 在口腔（口腔溫度）
- 在手臂下（腋下溫度）
- 在耳（鼓膜溫度）
- 在陰道（陰道溫度）
- 在膀胱
- 在額頭上顳動脈皮膚